# Ota III. z Bergova
Ota III. z Bergova (kolem 1356 – asi 1414?), německy Otto der Ältere von Bergow, byl český šlechtic, jehož rod pocházel z durynsko-míšeňské oblasti. Byl významným a vysoce postaveným zemským úředníkem Českého království a dlouholetým odpůrcem krále Václava IV.

## Život
Ota byl synem Alberta (Albrechta) z Bergova. V letech 1388–1393 zastával Ota úřad nejvyššího pražského purkrabí. Od roku 1394 se stal členem Panské jednoty, od roku 1396 členem královské rady Václava IV. Ota se však posléze stal Václavovým dlouholetým odpůrcem. V době mezi asi rokem 1388 až do roku 1400 byl přísedícím zemského soudu a posléze nejvyšším zemským podkomořím. Ota byl v Panské jednotě velmi významným mužem, neboť měl v moci zemskou hotovost. Té zneužil při předstírané trestné výpravě na hrad Toužim v roce 1394. K tažení pravděpodobně svými projevy vyprovokoval Václava IV. Poté následovalo královo zajetí a uvěznění. Zikmund Lucemburský vymohl pro Otu jako projev vděčnosti titul podkomořího. Nato Ota ihned zvýšil daně městům a klášterům a zosnoval pogrom proti Židům, jehož výsledkem byl příliv peněz do královské pokladnice. Později byl Ota jako stoupenec Zikmunda ze svých funkcí sesazen a zemřel kolem roku 1414.
Ota III. z Bergova měl syny Jana, který se narodil roku 1394 (patrně se nedožil dospělosti),[zdroj⁠?!] a Otu IV. z Bergova (1399–1452), který se stal jeho dědicem a který proslul svým ostře protihusitským postojem.

## Panství a sídla
Po předcích zdědil panství s hrady Bílina a Nový Žeberk. Druhý zmiňovaný hrad však roku 1383 prodal a až do roku 1399 sídlil na Bílině. I tento hrad s panstvím však prodal, ale spolu se svým synem Otou IV. z Bergova získal jiná panství, takže se stal pánem hradů Trosky a Hrubý Rohozec, panství Zbiroh a části panství Jirkov a Turnov. V roce 1400 prodal Ota III., snad z finančních důvodů, Nový Chlumec a s ním i zbytky svého chlumeckého panství.

## V populární kultuře
Ota III. z Bergova je jedna z postav ve hře Kingdom Come: Deliverance II, ztvárněná Markem Vašutem.